# グントゥール県
グントゥール県は、インドのアーンドラ・プラデーシュ州にある県。県庁所在地はグントゥールである。

## 概要
トウガラシ、綿花の一大集積地として知られる。また、県内のアマラーヴァティーはかつて仏教都市として隆盛を誇った。年に一度盛大な仏教祭典が執り行われ、数年に一度チベット仏教の最高指導者ダライ・ラマも訪れる。また、アマラーヴァティーには、インドでも由緒正しいシヴァの寺院もある。